# Estación Juliaca
La estación Juliaca es una estación de trenes ubicada en la ciudad de Juliaca, capital de la provincia de San Román del departamento de Puno, Perú. Esta estación es parte del tramo Sur del Ferrocarril del Sur. Administrada por la empresa Ferrocarril Trasandino, recibe a los trenes turísticos de la empresa PeruRail.
En esta estación, la ruta proveniente desde Arequipa se bifurca. Hacia el oriente recorrerá los 47 kilómetros hasta la ciudad de Puno, a orillas del Lago Titicaca. Hacia el Noroeste recorrerá los más de 300 kilómetros que la separan de la ciudad del Cusco. La estación se encuentra ubicada frente al Parque Bolognesi en el centro de la ciudad de Juliaca. Es sabido que la llegada del Ferrocarril del Sur en 1873 revolucionó a esta localidad que, hasta ese momento, era un pequeño pueblo rural. Ello en función de que los pobladores de la localidad que originalmente iba a alojar la estación, la ciudad de Lampa se opusieron a la construcción del ferrocarril. 
En la actualidad, la estación cuenta con facilidades para la atención de pasajeros así como para la recepción, despacho e intercambio de carga. Esta estación concentra todo el transporte de carga debido a las dificultades urbanas para el acceso de camiones a la ciudad de Puno.